# Campeonato da Melanésia de Atletismo de 2007
O Campeonato da Melanésia de Atletismo de 2007 foi a 4ª edição da competição organizada pela Associação de Atletismo da Oceania entre os dias 14 de agosto a 19 de agosto de 2007. O evento foi realizado em conjunto com a série de Grand Prix da AAO, no estádio Barlow Park, em Cairns, na Austrália. O evento contou com 38 provas (19 masculino e 19 feminino), sendo que muitos atletas utilizaram o campeonato como preparação para o mundial de atletismo de 2007, em Osaka, no Japão. 

## Medalhistas
Resultados completos podem ser encontrados na página da AAO.  e em sportfieber.pytalhost.com. 
Nas provas do salto em altura, salto em comprimento, salto triplo, arremesso de peso, lançamento de disco e lançamento de dardo, ocorreram competições separadas para os campeonatos da Melanésia e a Série de Grand Prix da AAO, sendo realizadas em dias diferentes.  Nos eventos de sprint, os atletas que não competem no Campeonato da Melanésia foram designados para as finais B.

### Masculino
| Evento                                          | Ouro                                                                                  | Ouro     | Prata                                                                        | Prata    | Bronze                                                                      | Bronze   |
| ----------------------------------------------- | ------------------------------------------------------------------------------------- | -------- | ---------------------------------------------------------------------------- | -------- | --------------------------------------------------------------------------- | -------- |
| 100 metros                                      | Otis Gowa Jump Start Austrália                                                        | 10.76    | Moses Kamut · Vanuatu                                                        | 10.88    | Wally Kirika · Papua-Nova Guiné                                             | 10.92    |
| 100 metros Aberto B Série de Grand Prix         | James Dolphin · Nova Zelândia                                                         | 10.72    | Chris Donaldson · Nova Zelândia                                              | 10.73    | Henry Ben · Papua-Nova Guiné                                                | 11.10    |
| 200 metros                                      | Niko Verekauta · Fiji                                                                 | 21.26    | Iliesa Namosimalua · Fiji                                                    | 21.42    | Moses Kamut · Vanuatu                                                       | 21.57    |
| 200 metros Aberto B Série de Grand Prix         | James Dolphin · Nova Zelândia                                                         | 21.15    | Andrew Yong Norte do Queensland                                              | 22.21    | Nelson Kabitana · Ilhas Salomão                                             | 22.39    |
| 400 metros                                      | Iliesa Namosimalua · Fiji                                                             | 47.30    | Niko Verekauta · Fiji                                                        | 47.31    | Nelson Stone · Papua-Nova Guiné                                             | 48.44    |
| 800 metros 1.)                                  | Isireli Naikelekelevesi · Fiji                                                        | 1:51.73  | Arnold Sorina · Vanuatu                                                      | 1:55.04  | Paulson Gebo · Papua-Nova Guiné                                             | 1:56.29  |
| 1 500 metros 2.)                                | Isireli Naikelekelevesi · Fiji                                                        | 4:04.55  | Sapolai Yao · Papua-Nova Guiné                                               | 4:05.25  | Rodney Rapasi · Ilhas Salomão                                               | 4:10.67  |
| 5 000 metros                                    | Sapolai Yao · Papua-Nova Guiné                                                        | 15:46.95 | Philip Nausien · Vanuatu                                                     | 16:04.55 | Rodney Rapasi · Ilhas Salomão                                               | 16:51.80 |
| 10 000 metros                                   | Philip Nausien · Vanuatu                                                              | 35:01.83 | Chris Votu · Ilhas Salomão                                                   | 36:09.77 | Rodney Rapasi · Ilhas Salomão                                               | 47:52.14 |
| 110 metros barreiras                            | Jovesa Naivalu · Fiji                                                                 | 14.71    | Luke Devenish · Austrália                                                    | 15.09    | Sam Giatrakos · Austrália                                                   | 15.41    |
| 400 metros barreiras                            | Mowen Boino · Papua-Nova Guiné                                                        | 51.43    | Jone Wainiqolo · Fiji                                                        | 53.01    | Wala Gime · Papua-Nova Guiné                                                | 54.86    |
| 3.000 metros com obstáculos                     | Sapolai Yao · Papua-Nova Guiné                                                        | 9:43.07  | Rodney Rapasi · Ilhas Salomão                                                | 10:39.37 | Chris Votu · Ilhas Salomão                                                  | 11:02.78 |
| 4×100 metros estafetas                          | Papua-Nova Guiné · Jorim Emmanuel · Wally Karika · Henry Ben · Peter Pulu             | 41.52    | Fiji · Timoci Momolevu · Iowane Dovumatua · William McGoon · Filipo Delai    | 41.77    | Ilhas Salomão · Nelson Kabitana · Jack Iroga · Adison Alfred · Chris Walasi | 42.75    |
| 4×400 metros estafetas                          | Fiji · Iliesa Namosimalua · Isireli Naikelekelevesi · William McGoon · Niko Verekauta | 3:16.23  | Papua-Nova Guiné · Nelson Stone · Levi Albert · Waname Egora · Fabian Niulai | 3:18.38  | Vanuatu · Arnold Sorina · Kepsin Abraham · Jimmy Kassiley · Sam Kaiapam     | 3:24.36  |
| Salto em altura                                 | Rajendra Prasad · Fiji                                                                | 2.00m =  | Ben Rickards · Austrália                                                     | 2.00m    | Sam Giatrakos · Austrália                                                   | 1.80m    |
| Salto em altura Aberto Série de grandes prêmios | Rajendra Prasad · Fiji                                                                | 1.95m    | Nicholas Murchie Norte do Queensland                                         | 1.90m    |                                                                             |          |
| Salto em comprimento                            | Rodney Blair Jump Start Austrália                                                     | 7.05m    | Hamish Nelson · Austrália                                                    | 6.94m    | Nicholas Murchie Norte do Queensland                                        | 6.89m w  |
| Salto em comprimento Aberto Série de Grand Prix | Julius Nymbane Norte do Queensland                                                    | 7.46m    | Rodney Blair Jump Start Austrália                                            | 6.99m    | Eroni Tuivanuavou · Fiji                                                    | 6.82m    |
| Salto triplo 3.)                                | Eugene Vollmer · Fiji                                                                 | 14.66m   | Mong Taval · Papua-Nova Guiné                                                | 13.91m   |                                                                             |          |
| Salto triplo Aberto Série de Grand Prix         | Eugene Vollmer · Fiji                                                                 | 14.35m w | Mong Taval · Papua-Nova Guiné                                                | 13.82m w | Buraieta Yeeting · Kiribati                                                 | 13.48m w |
| Arremesso de peso 4.)                           | Travis Ambrum Norte do Queensland                                                     | 12.38m   | Luke Devenish · Austrália                                                    | 11.50m   | Hamish Nelson · Austrália                                                   | 10.44m   |
| Arremesso de peso Aberto Série de Grand Prix    | Travis Ambrum Norte do Queensland                                                     | 12.89m   | Luke Poli Norte do Queensland                                                | 12.58m   | Raymond Abdy Norte do Queensland                                            | 9.31m    |
| Lançamento de disco 5.)                         | Luke Poli Norte do Queensland                                                         | 44.79m   | Brendan Peeters Jump Start Austrália                                         | 37.64m   |                                                                             |          |
| Lançamento do martelo                           | Robert Grimaldi · Nova Caledônia                                                      | 36.90m   | Geoffrey Gardner · Ilha Norfolk                                              | 33.12m   | Barry Mullins Norte do Queensland                                           | 28.49m   |
| Lançamento do dardo 6.)                         | Drew Potts Norte do Queensland                                                        | 54.43m   | Sam Giatrakos · Austrália                                                    | 44.87m   | Ben Rickards · Austrália                                                    | 38.64m   |
| Lançamento do dardo Aberto Série de Grand Prix  | Stuart Farquhar · Nova Zelândia                                                       | 77.65m   | Leonard Tonhoueri · Nova Caledônia                                           | 52.91m   | Dexter Dillay · Marianas Setentrionais                                      | 47.26m   |

1.): O evento dos 800 metros foi vencido por Aunese Curreen da Samoa em 1: 50.59, competindo como convidado 

2.): O evento dos 1500 metros foi vencido por Aunese Curreen, da Samoa, em 3: 56.11, competindo como convidado.

3.): O evento do salto triplo, Buraieta Yeeting do Kiribati ficou em 3º em 13,36m, competindo como convidado.

4.): O evento do arremesso de peso foi vencido por Salesi Ahokovi de Tonga em 12,55m, competindo como convidado.

5.): O evento de lançamento do disco, Travis Ambrum da equipe do Norte do Queensland foi o 2º em 42,30m competindo como convidado.

6.): O evento do lançamento de dardo foi vencido por Stuart Farquhar, da Nova Zelândia, em 77,58m; Dexter Dillay, das [[[Ilhas Marianas Setentrionais]] foi o terceiro em 45,37m, ambos competindo como convidados.

### Feminino
| Evento                                          | Ouro                                                                                    | Ouro     | Prata                                                                         | Prata    | Bronze                                                                              | Bronze  |
| ----------------------------------------------- | --------------------------------------------------------------------------------------- | -------- | ----------------------------------------------------------------------------- | -------- | ----------------------------------------------------------------------------------- | ------- |
| 100 metros                                      | Mae Koime · Papua-Nova Guiné                                                            | 11.91    | Toea Wisil · Papua-Nova Guiné                                                 | 12.05    | Raphaela Baki · Papua-Nova Guiné                                                    | 12.31   |
| 100 metros Aberto B Série de Grand Prix         | Sally McLellan · Austrália                                                              | 11.76    | Ana Smythe · Nova Zelândia                                                    | 12.12    | Eunice Steven · Papua-Nova Guiné                                                    | 13.08   |
| 200 metros                                      | Makelesi Bulikiobo · Fiji                                                               | 23.36    | Mae Koime · Papua-Nova Guiné                                                  | 24.08    | Toea Wisil · Papua-Nova Guiné                                                       | 24.23   |
| 200 metros Aberto B Série de Grand Prix         | Ana Smythe · Nova Zelândia                                                              | 24.07    | Melissa Johnson Norte do Queensland                                           | 26.10    | Elis Lapenmal · Vanuatu                                                             | 26.51   |
| 400 metros 7.)                                  | Makelesi Bulikiobo · Fiji                                                               | 53.66    | Paulini Korowaqa · Fiji                                                       | 58.48    | Torika Odro · Fiji                                                                  | 59.14   |
| 800 metros                                      | Salome Dell · Papua-Nova Guiné                                                          | 2:14.67  | Ann Mooney · Papua-Nova Guiné                                                 | 2:15.29  | Cecilia Kumalalamene · Papua-Nova Guiné                                             | 2:17.26 |
| 1 500 metros                                    | Salome Dell · Papua-Nova Guiné                                                          | 4:50.39  | Cecilia Kumalalamene · Papua-Nova Guiné                                       | 4:56.38  | Poro Gahekave · Papua-Nova Guiné                                                    | 5:00.29 |
| 5 000 metros                                    | Poro Gahekave · Papua-Nova Guiné                                                        | 18:58.10 | Florence Tina · Ilhas Salomão                                                 | 20:52.20 |                                                                                     |         |
| 10 000 metros                                   | Florence Tina · Ilhas Salomão                                                           | 47:52.22 |                                                                               |          |                                                                                     |         |
| 100 metros barreiras                            | Rebecca Robinson · Austrália                                                            | 16.02    |                                                                               |          |                                                                                     |         |
| 400 metros barreiras 8.)                        | Sharon Henry · Papua-Nova Guiné                                                         | 63.24    | Shannon McCann Jump Start Austrália                                           | 65.55    | Heidi Van Lint Norte do Queensland                                                  | 74.84   |
| 3.000 metros com obstáculos                     | Poro Gahekave · Papua-Nova Guiné                                                        | 11:54.71 |                                                                               |          |                                                                                     |         |
| 4×100 metros estafetas                          | Papua-Nova Guiné · Eunice Steven · Jacinta Langa · Cecilia Kumalalamene · Raphaela Baki | 48.68    | Ilhas Salomão · Lisa Flory · Pauline Kwalea · Jenny Keni · Joycelyn Taurikeni | 52.07    |                                                                                     |         |
| 4×400 metros estafetas 9.)                      | Papua-Nova Guiné · Ann Mooney · Sharon Henry · Eunice Steven · Toea Wisil               | 3:54.12  | Fiji · Sera Mereula · Paulini Korowaqa · Alena Vadrasamu · Torika Odro        | 3:58.96  | Norte do Queensland Jacqueline Stresing Heidi Van Lint Megan McCaul Melissa Johnson | 4:11.98 |
| Salto em altura                                 | Ashleigh Reid · Austrália                                                               | 1.70m    | Tara Whitehead Norte do Queensland                                            | 1.65m    | Nellie Leslie · Papua-Nova Guiné                                                    | 1.60m   |
| Salto em altura Aberto Série de Grand Prix      | Tara Whitehead Norte do Queensland                                                      | 1.66m    | Emma Fletcher Norte do Queensland                                             | 1.60m    | Delilah Kami · Papua-Nova Guiné                                                     | 1.55m   |
| Salto em comprimento                            | Soko Salaniqiqi · Fiji                                                                  | 5.78m w  | Makelesi Tumalevu · Fiji                                                      | 5.66m w  | Tara Whitehead Norte do Queensland                                                  | 5.54m w |
| Salto em comprimento Aberto Série de Grand Prix | Soko Salaniqiqi · Fiji                                                                  | 5.84m    | Katie Cox Norte do Queensland                                                 | 5.52m    | Makelesi Tumalevu · Fiji                                                            | 5.50m   |
| Salto triplo                                    | Tara Whitehead Norte do Queensland                                                      | 11.80m   | Soko Salaniqiqi · Fiji                                                        | 11.72m w | Adriana Myrteza Norte do Queensland                                                 | 10.52m  |
| Salto triplo Aberto Série de Grand Prix         | Tara Whitehead Norte do Queensland                                                      | 12.02m w | Soko Salaniqiqi · Fiji                                                        | 11.52m   | Adriana Myrteza Norte do Queensland                                                 | 10.39m  |
| Arremesso de peso 10.)                          | Brittany Knee · Austrália                                                               | 10.77m   | Rebecca Robinson · Austrália                                                  | 10.56m   |                                                                                     |         |
| Arremesso de peso Aberto Série de Grand Prix    | Valerie Vili · Nova Zelândia                                                            | 19.06m   | Ana Po'uhila · Tonga                                                          | 16.87m   | Cheryl LeBrun Norte do Queensland                                                   | 4.34m   |
| Lançamento de disco 11.)                        | Rebecca Robinson · Austrália                                                            | 34.12m   |                                                                               |          |                                                                                     |         |
| Lançamento de disco Aberto Série de Grand Prix  | Beatrice Faumuina · Nova Zelândia                                                       | 58.08m   | Rebecca Robinson · Austrália                                                  | 35.96m   | Cheryl LeBrun Norte do Queensland                                                   | 14.24m  |
| Lançamento do martelo 12.)                      | Suzy Vercoe · Ilha Norfolk                                                              | 34.44m   | Brittany Knee · Austrália                                                     | 26.67m   |                                                                                     |         |
| Lançamento do dardo 13.)                        | Sisilia Lau · Fiji                                                                      | 39.31m   | Rebecca Robinson · Austrália                                                  | 33.66m   |                                                                                     |         |
| Lançamento do dardo Aberto Série de Grand Prix  | Serafina Akeli · Samoa                                                                  | 48.33m   | Sisilia Lau · Fiji                                                            | 42.38m   | Cheryl LeBrun Norte do Queensland                                                   | 10.51m  |

7.): O evento dos 400 metros, Toea Wisil, da Papua Nova Guiné, ficou em 2º em 55,66, competindo como convidada 

8.): O evento dos 400 metros com barreiras foi vencido por Jacqueline Stresing da equipe do Norte do Queensland  em 63.17, competindo como convidada. 

9.): O evento do revezamento 4x100 metros, uma equipe da Austrália (Brittany Knee, Sarah Mackaway, Ashleigh Reid, Rebecca Robinson) ficou em 2º em 50,26 competindo como convidadas.

10.): O evento do arremesso de peso foi vencido por Valerie Vili, da Nova Zelândia, em 20,03m; Ana Po'uhila, de Tonga, foi a segunda em 16,49m, ambas competindo como convidadas. 

11.): O evento do lançamento do disco, Cheryl LeBrun da equipe do Norte do Queensland ficou em 2º em 13.63m competindo como convidada.

12.): O evento do lançamento do martelo foi vencido por Ana Po'uhila, de Tonga, em 41,11m, e Serafina Akeli, de Samoa, foi o 3º em 29,55m, ambos competindo como convidadas.

13.): O evento do lançamento de dardo foi vencido por Serafina Akeli, de Samoa, em 49,63m, competindo como convidada.

### Misto
| Evento                     | Ouro                              | Ouro   | Prata                | Prata  | Bronze                            | Bronze |
| -------------------------- | --------------------------------- | ------ | -------------------- | ------ | --------------------------------- | ------ |
| Lançamento de disco Aberto | Beatrice Faumuina · Nova Zelândia | 57.69m | Ana Po'uhila · Tonga | 46.76m | Travis Ambrum Norte do Queensland | 41.83m |

## Quadro de medalhas
| Ordem | País                 | Medalha de ouro | Medalha de prata | Medalha de bronze | Total |
| ----- | -------------------- | --------------- | ---------------- | ----------------- | ----- |
| 1     | Fiji                 | 12              | 8                | 1                 | 21    |
| 2     | Papua-Nova Guiné     | 12              | 7                | 9                 | 28    |
| 3     | Austrália            | 4               | 8                | 4                 | 16    |
| 4     | Norte do Queensland  | 4               | 1                | 6                 | 11    |
| 5     | Jump Start Austrália | 2               | 2                | 0                 | 4     |
| 6     | Ilhas Salomão        | 1               | 4                | 5                 | 10    |
| 7     | Vanuatu              | 1               | 3                | 2                 | 6     |
| 8     | Ilha Norfolk         | 1               | 1                | 0                 | 2     |
| 9     | Nova Caledônia       | 1               | 0                | 0                 | 1     |
| Total | Total                | 38              | 34               | 27                | 99    |

## Participantes
Foi relatada a participação de atletas de 7 países e 6 países convidados da Oceania. Além disso, duas equipes locais compostas por atletas do Athletics North Queensland (ANQ) representando o Norte do Queensland e outra equipe do programa Jump Start da Athletics Australia para atletas indígenas denominada de ("Jump Start Austrália").
| - Austrália - Fiji - Jump Start Austrália | - Nova Caledônia - Ilha Norfolk - Norte do Queensland | - Papua-Nova Guiné - Ilhas Salomão - Vanuatu |

Países convidados da Micronésia e Polinésia:
| - Kiribati - Nauru | - Nova Zelândia - Marianas Setentrionais | - Samoa - Tonga |

Legenda
| Recorde mundial       | Recorde mundial (World record)               |                       | Recorde africano                      | Recorde africano (African) |                                           | Q | Classificado por posição (Qualified) |
| Recorde do campeonato | Recorde do campeonato (Championship record)  | Recorde da América    | Recorde da América (Americas)         | q                          | Classificado por melhor tempo (Qualified) |   |                                      |
| Melhor marca do ano   | Melhor marca do ano (World leading)          | Recorde asiático      | Recorde asiático (Asian)              | DNS                        | Não largou (Did not start)                |   |                                      |
| Recorde nacional      | Recorde nacional (National record)           | Recorde europeu       | Recorde europeu (European)            | DNF                        | Não terminou (Did not finish)             |   |                                      |
| Recorde pessoal       | Recorde pessoal do atleta (Personal best)    | Recorde da Oceania    | Recorde da Oceania (Oceania)          | DSQ / DQ                   | Desclassificado (Disqualified)            |   |                                      |
| Recorde da temporada  | Recorde da temporada do atleta (Season best) | Recorde sul-americano | Recorde sul-americano (South America) | NM                         | Sem marca (No mark)                       |   |                                      |